# Premio Claude Shannon
El  Premio Claude Shannon de la Sociedad de Teoría de la Información del IEEE
fue constituido para reconocer las contribuciones realizadas en el campo de la teoría de la información. El premio lleva el nombre de Claude Elwood Shannon, para reconocer sus importantes y pioneras contribuciones en esta área.
El ganador del Premio Shannon debe presentar una lección magistral en el IEEE International Symposium on Information Theory al año siguiente al que ha recibido el premio.

## Ganadores del premio
- Claude Elwood Shannon (1972)
- David Slepian (1974)
- Robert Fano (1976)
- Peter Elias (1977)
- Mark Semenovich Pinsker (1978)
- Jacob Wolfowitz (1979)
- W. Wesley Peterson (1981)
- Irving Stoy Reed (1982)
- Robert Gray Gallager (1983)
- Solomon Wolf Golomb (1985)
- William Lucas Root (1986)
- James Massey (1988)
- Thomas M. Cover (1990)
- Andrew Viterbi (1991)
- Elwyn Berlekamp (1993)
- Aaron Wyner (1994)
- George David Forney(1995)
- Imre Csiszßr (1996)
- Jacob Ziv (1997)
- Neil Sloane (1998)
- Tadao Kasami (1999)
- Thomas Kailath (2000)
- Jack Wolf (2001)
- Toby Berger (2002)
- Lloyd Richard Welch (2003)
- Robert J. McEliece (2004)
- Richard Blahut (2005)
- Rudolf Ahlswede (2006)
- Sergio Verdu (2007)
- Robert Gray (2008)
- Jorma Rissanen (2009)
- Te Sun Han (2010)
- Shlomo Shamai (2011)
- Abbas El Gamal (2012)
- Katalin Marton (2013)
- János Körner (2014)
- Robert Calderbank (2015)
- Alexander Holevo (2016)
- David Tse (2017)
- Gottfried Ungerboeck (2018)
- Erdal Arıkan (2019)
- Charles Bennett (2020)
- Alon Orlitsky 2(021)
- Raymond W. Yeung (2022)
- Rüdiger Urbanke (2023)
- Andrew Barron (2024)
- Peter Shor (2025)

- Datos: Q977835